# ويكي الأخبار
ويكي الأخبار أحد مشاريع مؤسسة ويكيميديا، بدأ في 8 نوفمبر 2004، وبدأت النسخة العربية منه في 12 ديسمبر 2005، يهدف المشروع إلى كتابة محتوى إخباري محايد؛ في سبتمبر 2005 أصبح محتوى المشروع متوفرا تحت رخصة التشارك الإبداعي.

## وصلات خارجية
- الموقع الرسمي
- النسخة العربية من ويكي الأخبار